# Via degli Strozzi
Via degli Strozzi è una strada del centro storico di Firenze, situata tra piazza della Repubblica e via de' Tornabuoni, dove sono il canto degli Strozzi e il canto de' Tornaquinci. Lungo il tracciato è tagliata perpendicolarmente da via de' Vecchietti (dove è il canto de' Diavoli) e via de' Sassetti (con l'omonimo canto), quindi da via dei Pescioni, in corrispondenza della quale si apre sul lato sinistro la piazza ugualmente intitolata agli Strozzi. La strada odierna è in larga parte frutto del Risanamento di Firenze, operato in due fasi, negli anni sessanta e novanta dell'Ottocento. 

## Storia

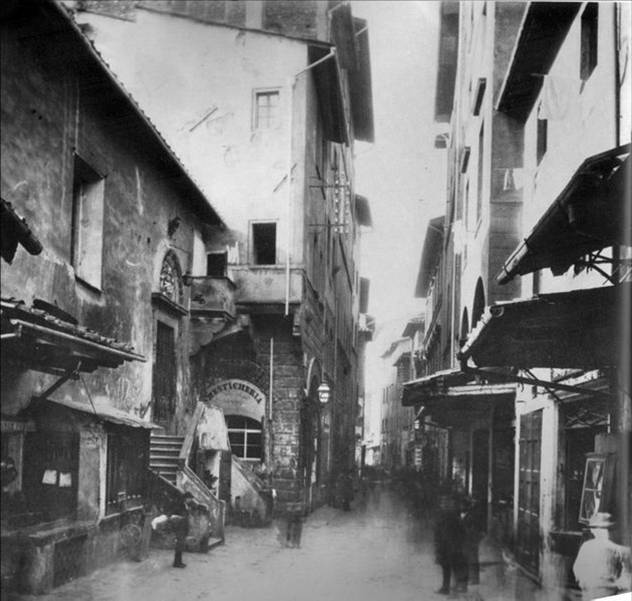
Via tra' Ferravecchi vista da piazza del Mercato Vecchio

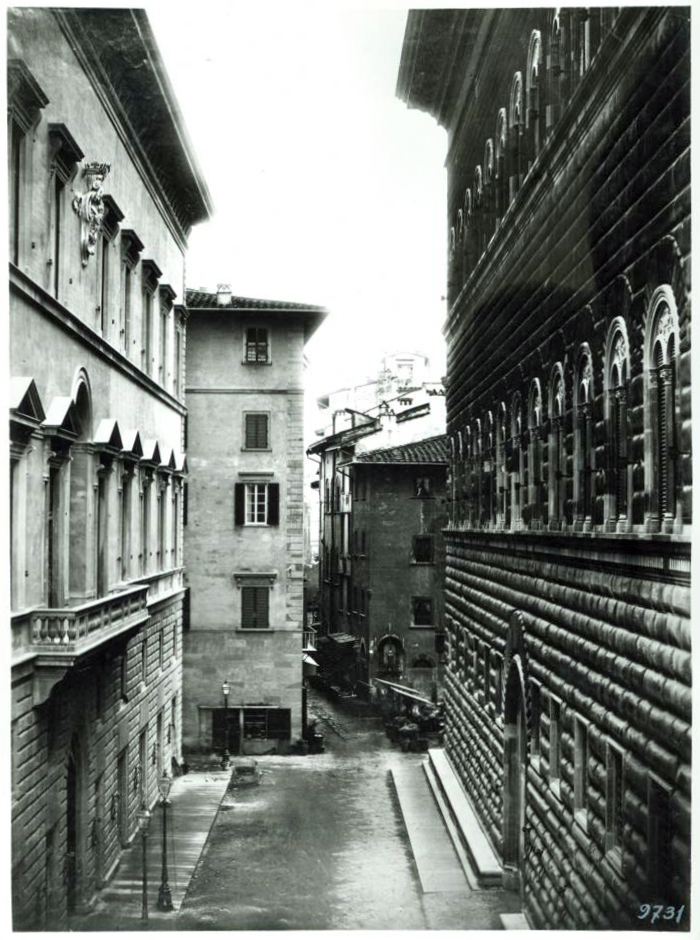
Via degli Strozzi prima dell'ampliamento

La denominazione attesta della presenza, nel tratto finale della strada, dell'imponente mole del palazzo fatto costruire da Filippo di Matteo Strozzi con un cantiere aperto nel 1489. Per quanto la denominazione sia attestata fin dal Quattrocento (ancor prima della costruzione del palazzo, per la presenza in zona di numerose proprietà della famiglia), fu ufficializzata solo attorno al 1870, essendo precedentemente la via nota essenzialmente come via dei Ferravecchi, per le numerose botteghe di rigattieri che erano presenti prima della sua rettificazione e ampliamento. 
Più propriamente, almeno nella carta di Firenze delineata da Ferdinando Ruggieri nel 1731, il tratto tra via Pellicceria e via de' Sassetti è segnato come via Ferravecchi, il successivo, in prossimità di piazza Strozzi, via delle Cipolle (per la presenza dell'omonimo mercato nella piazza), e il finale, effettivamente corrispondente al fianco del palazzo di famiglia, come via Strozzi. 
L'attuale via degli Strozzi era stata, nella città romana, la parte occidentale del decumano massimo, e nel Medioevo era stata inglobata nei traffici del Mercato Vecchio, soprattutto nella prima parte e in quella mediana, dove era assai più stretta di adesso, e ingombra di botteghe di cianfrusaglie, finendo per prendere il nome da ciò che vi si vendeva. Nonostante il disordine dovuto al mercatino, tenuto quasi in mezzo alla strada, vi si trovavano case e palazzi importanti. Poiché vi passava il palio dei Barberi, almeno una volta all'anno la strada veniva sgomberata, e proprio per agevolare la corsa vi si era demolita nel 1356 l'antica torre dei Tornaquinci, che sporgeva sulla strada. 
Nel 1864 il Comune, nell'ambito degli interventi di rettificazione di alcune strade cittadine per adeguarli al ruolo di capitale d'Italia assunto dalla città, intervenne sia su via Tornabuoni sia sull'ultimo tratto di via degli Strozzi, espropriando e abbattendo su progetto generale di Luigi Del Sarto una parte del palazzo Tornabuoni Corsi, facendone arretrare la facciata per una profondità di sei metri e mezzo. Nel corso di tali lavori la loggia del palazzo, che guardava via Strozzi e della quale si riconobbe il rilievo artistico, venne smontata e ricostruita nella collocazione attuale, a fianco della chiesa di San Gaetano. 
La strada si caratterizzò così per una ben diversa larghezza nel primo e nell'ultimo tratto, come documentato da numerose fotografie del periodo. Si intervenne ad ampliare e rettificare l'arteria per tutta la sua lunghezza in occasione del 'risanamento' del mercato Vecchio (1885-1895) con il taglio e la riduzione degli antichi edifici da ambedue i lati, conferendo all'insieme l'attuale tono alto borghese, introdotto dall'arcone prospiciente piazza della Repubblica. 
Tali interventi, a lungo oggetto di violente critiche, hanno tuttavia registrato un momento non meno importante della storia fiorentina e, a distanza di più di un secolo, crediamo possano essere riletti non disconoscendo la qualità dei nuovi palazzi. 
Il tabernacolo a bugne di diamante che si trovava prossimo alla piazza degli Strozzi, dopo essere stato a lungo depositato presso il museo Firenze com'era, fu recuperato e rimontato, per interessamento del Comitato per l'Estetica Cittadina, in via dell'Oriuolo nel 1953, e ancora qui si trova sul muro della biblioteca delle Oblate.

## Descrizione
Nel suo insieme la strada conserva carattere commerciale ed è riconosciuta come centrale nel così detto "distretto del lusso" fiorentino, assieme a via Roma, via de' Tornabuoni e via della Vigna Nuova. Presenta un aspetto particolarmente scenografico per la presenza verso est della vista incorniciata dall'Arcone di Piazza e verso ovest dal suggestivo sprone di palazzo Dudley, in via Tornabuoni.

### Preesistenze
Nell'epoca romana il decumano massimo costeggiava a nord un grande impianto termale detto delle terme Capitoline, alle spalle del foro. Nel medioevo alcune famiglie costruirono qui le loro torri e palazzi. Ad esempio la torre dei Tornaquinci si trovava all'inizio della strada, e venne demolita già nel 1356 per allargare la strada. In questo stesso tratto si trovavano le case dei Borromei, il palazzo della Luna e l'ancora esistente palazzo Vecchietti; sull'altro lato si vedeva la chiesa di San Pier Buonconsiglio, separata da un piccolo chiasso (il chiasso del Guanto o del Leoncino) da un palazzo dei Sassetti, a cui seguivano palazzo Anselmi e palazzo Sassetti, quest'ultimo poi tagliato via per creare via dei Sassetti e ricostruito a partire da una porzione dislocata su via degli Anselmi.
Il tratto successivo era dominato dai possedimenti degli Strozzi (a sud) e dei Vecchietti (a nord), attraversati da vicoli e chiassi che nell'Ottocento erano stati chiusi da tempo. L'ultimo tratto presentava la grande mole del palazzo Strozzi, costruito su case dei Tornaquinci, dei Rucellai e degli Strozzi stessi. Sul lato opposto si apriva la volta dei Pescioni, o delle Stelle, che portava nell'attuale via dei Pescioni. Infine sul lato settentrionale si vedeva l'altrettanto grande palazzo Tornabuoni, con la loggia del Cigoli alla cantonata con via Tornabuoni. Il palazzo venne poi assottigliato per allargare la carreggiata, e la loggia smontata e ricostruita alla cantonata con via dei Corsi.

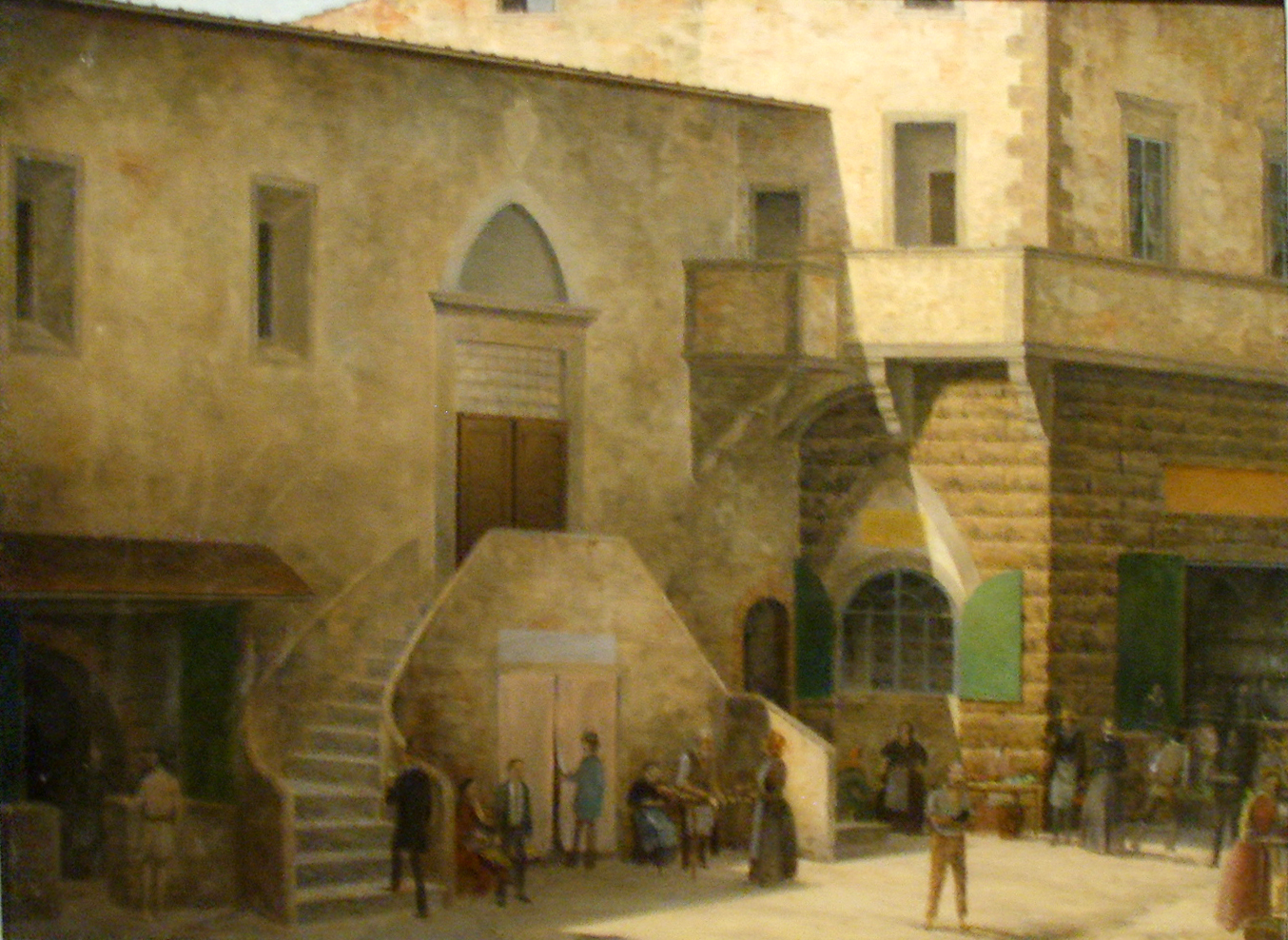
San Pier Buonconsiglio
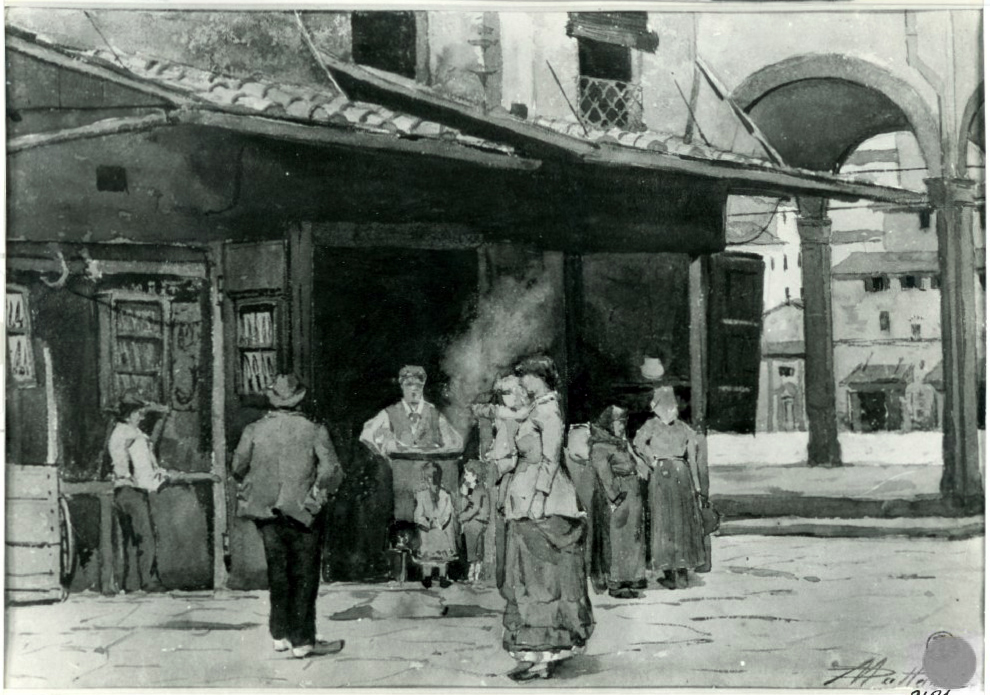
Dante Mattani, Botteghe all'inizio di via dei Ferravecchi e loggia del Pesce
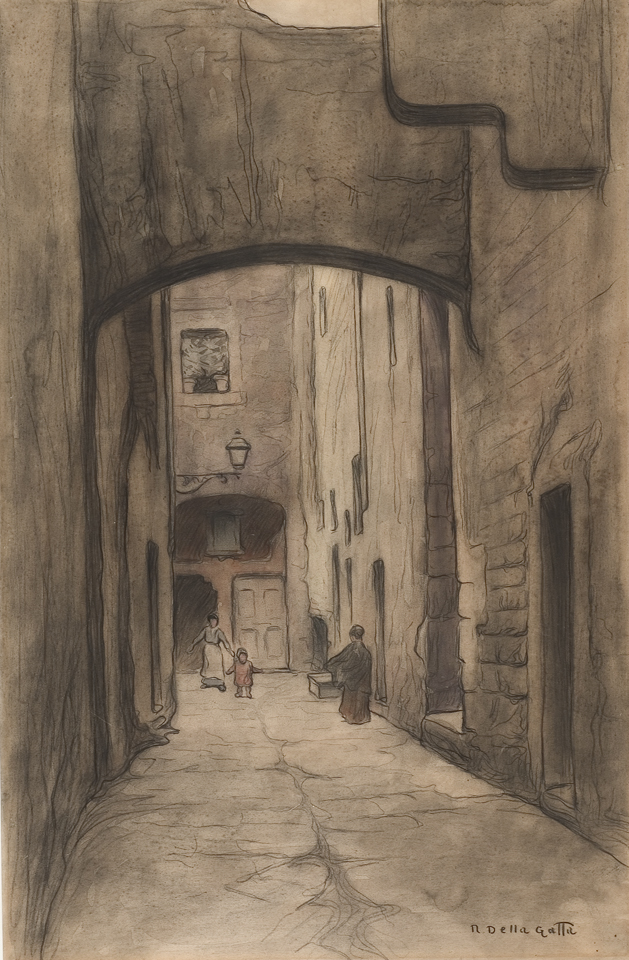
Il vicolo del Guanto
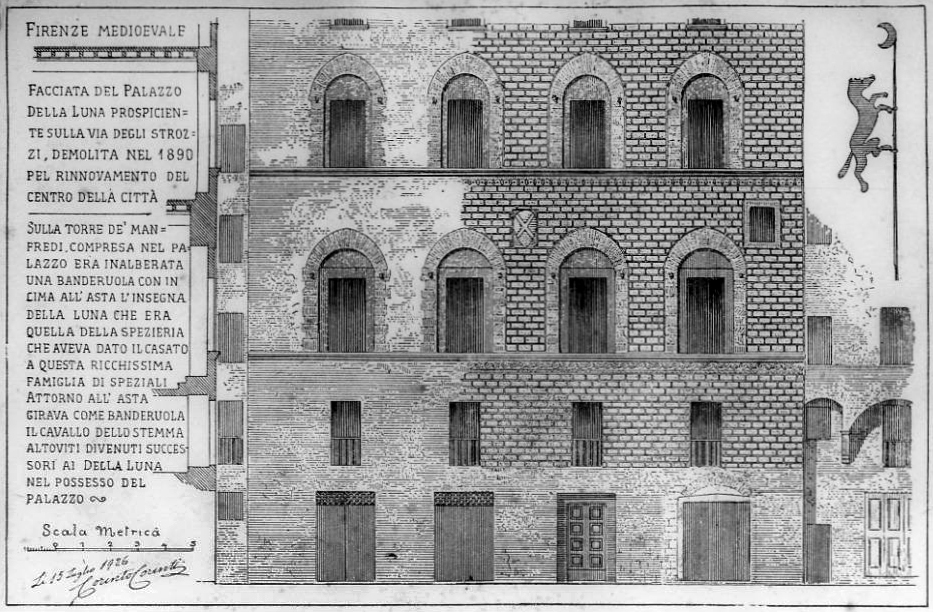
Corinto Corinti, rilievo del Palazzo della Luna
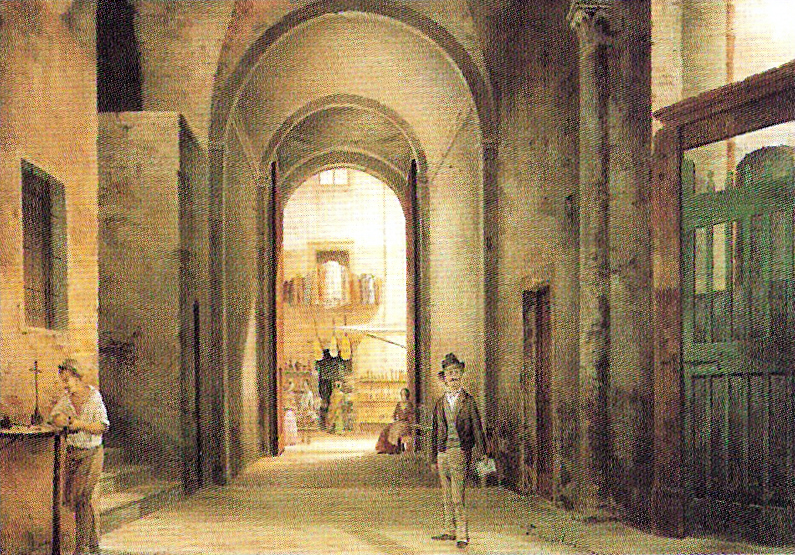
Fabio Borbottoni, l'androne di palazzo Anselmi

### Edifici
| Immagine | N°      | Nome                          | Descrizione |
| -------- | ------- | ----------------------------- | --- |
|          | 1-2     | Palazzo dell'Arcone di Piazza | Il grande edificio, eretto su progetto dell'architetto Vincenzo Micheli (1895), si definisce come quinta scenografica della piazza, imponendosi per il grande arcone che immette su via Strozzi. Vi rimane la memoria, posta al di sotto, dettata da Isodoro Del Lungo con la nota epigrafe "L'antico centro della città da secolare squallore a vita nuova restituito". A lungo fortemente criticato sia in quanto simbolo della distruzione di uno dei luoghi più antichi di Firenze, sia per il suo carattere 'tronfio' e affatto fiorentino (evidente è il riferimento a uno stile che si usa definire 'romano'), l'edificio è stato restaurato l'ultima volta nel 2022. |
|          | 2       | Palazzo Vecchietti            | L'edificio si sviluppa su un antico ceppo di case della famiglia Vecchietti, unificate in un unico edificio monumentale a partire dal 1578, per volontà di Bernardo Vecchietti e su disegno del Giambologna. Passato ai Poltri e quindi ai Del Corona, il palazzo fu rimodernato da questi ultimi nel 1828-1829, su disegno dell'architetto Leopoldo Pasqui. La facciata che guarda a via degli Strozzi, con sei assi, è frutto di un intervento ottocentesco, e si caratterizza per la presenza di due balconi che si impongono ai lati del fronte. Sugli architravi delle finestre del piano nobile si sviluppano scritte che, dopo aver richiamato Bernardo Vecchietti e la data 1578, ricordano Aloisio del Corona e la data (1828) degli interventi da lui promossi. Sull'angolo, detto canto de' Diavoli, qualificato da plastiche bozze sfalsate, è in alto un bello scudo dello stesso Giambologna con l'arme dei Vecchietti. In basso è la copia in bronzo della scultura del Diavolino, il cui originale è ora conservata presso il Museo Bardini. |
|          | 9r-19r  | Palazzo Anselmi Ristori       | Qui si trovavano antiche case degli Anselmi e dei Sassetti, passate ai Ristori e quindi nell'Ottocento agli Alinari. Nell'ambito dei lavori di "risanamento" del vecchio centro questo edificio fu parzialmente demolito dal lato della strada, quindi eretta una nuova facciata in stile che, con le sue bozze graffite, i ferri da cavallo in basso e i molti ferri da stanga ad affiancare le semplici finestre in alto, dovette apparire a molti più che plausibile nel rimandare ad una architettura medievale. In basso sono avanzi delle strutture originarie, come sono nell'androne del palazzo con volte a vela decorate con motivi trecenteschi. Sul limitare sinistro del fronte su via degli Strozzi è uno scudo originale con l'arme degli Anselmi. |
|          | 20r-24r | Palazzo Rose                  | Il palazzo fu costruito sul terreno dove una volta si trovava la piazza di San Donato de' Vecchietti e l'omonima chiesetta. Determina una delle cantonate tra via de' Vecchietti e via degli Strozzi e, come documentano i disegni conservati presso l'Archivio Storico del Comune di Firenze, è opera riconducibile a un progetto datato al 1891 e firmato dall'architetto Gustavo Mariani, per quanto la letteratura indichi come coautore Augusto Rose, allora proprietario dell'immobile. L'edificio non si discosta significativamente dai modelli neorinascimentali in voga al tempo, con il terreno segnato dal paramento in pietra artificiale, il grande portone centrale sormontato da balcone, le finestre profilate in pietra e allineate su fasce marcadavanzale, il tutto con evidente riferimento a modelli cinque-seicenteschi. Il disegno dei fronti appare di notevole equilibrio e assolutamente nel solco della tradizione locale, grazie alla sobrietà degli elementi decorativi e soprattutto ai larghi intervalli delle aperture, che lasciano prevalere i pieni delle superfici intonacate sui vuoti delle finestre e delle grandi arcate del terreno, profilate da cornici modanate e incassate. |
|          | 21r-29r | Palazzo Mattei                | Erano qui in antico varie case che formavano schiera davanti a palazzo Strozzi, appartenenti ai Gondi, ai Trinciavelli, ai Sassetti e ai Vecchietti, abbattute per l'allargamento delle attuali vie degli Anselmi e degli Strozzi. Al loro posto venne eretto su progetto dell'architetto Riccardo Mazzanti e su committenza della famiglia Mattei questo palazzo, ad occupare l'intero isolato. Fin dal 1894 l'edificio ospitò i Grandi Magazzini Botto, quindi fu sede del Grand Hotel du Nord. Successivamente passò in eredità al Comune di Firenze che lo alienò vendendolo, nel 1921, all'Istituto Nazionale delle Assicurazioni. Dal 1930 e per lungo tempo il palazzo si è identificato con il negozio Principe di Firenze, aperto appunto in quella data per iniziativa di Sergio Doni. Oggi ospita al piano terra una boutique del marchio internazionale Louis Vuitton. |
|          | 26r-34r | Hotel Helvetia & Bristol      | L'edificio fu costruito sull'angolo delle nuove vie de' Pescioni e degli Strozzi nel 1895, dalla famiglia di albergatori che ne è ancora proprietaria, venne destinato ad uso di albergo. Di sobria architettura ispirata ad esempi cinquecenteschi, ha quattro piani, oltre al mezzanino, inquadrato tra gli archi e i riquadri del partito inferiore, pilastri angolari a bozze, cornici continue al primo e al secondo piano. Sul finestrone che si apre su questo lato è uno scudo con un'arme non identificata, segnata da una scure al naturale, accompagnato da un cartiglio con la data 1894, forse accennante all'antica Arte dei Maestri di Pietra e Legname. Da notare la lanterna angolare a forma di grifone (evidentemente ispirata ai celebri ferri del Caparra che adornano il vicino palazzo Strozzi) realizzata dalla fonderia dei fratelli Biondi nel 1926, come chiarisce l'iscrizione sulla staffa. Per quanto riguarda l'albergo Helvetia & Bristol (che il sito degli esercizi storici di Firenze precisa essere stato fondato dall'albergatore svizzero Giacomo Mosca il 28 giugno 1883) da segnalare, tra i lussuosi ambienti interni, lo spazio già sala di lettura e quindi giardino d'inverno, allestito attorno al 1899 in stile Liberty, con un luminoso velario in ferro e vetro colorato. L'albergo vanta ugualmente una certa notorietà per gli illustri ospiti che lo hanno scelto per il loro soggiorno fiorentino tra la fine dell'Ottocento e i primi decenni del Novecento: John Singer Sargent, Gabriele D'Annunzio, Eleonora Duse, Luigi Pirandello, Eugenio Montale, Enrico Fermi, Igor Stravinskij, Giorgio De Chirico e Bertrand Russell. |
|          | 3       | Palazzo Strozzi               | Come ebbe a scrivere Francesco Bocchi, il palazzo "è magnifico, e splendido, e ride in ogni parte in sua nobil grandezza, la quale, come avvisa chi è intendente, per mirabile industria supera qual si voglia edifizio privato, che sia in Italia, o in altro luogo collocato", e anche oggi è tra gli edifici civili più rappresentativi della stagione rinascimentale. Il cantiere venne poi seguito da Simone del Pollaiolo detto il Cronaca che sicuramente ebbe libertà di intervenire su quanto progettato prima da Benedetto da Maiano e Giuliano da Sangallo. Sebbene incompiuto il palazzo fu abitato dalla famiglia a partire dal 1504. I lavori, rimasti sospesi, furono ripresi nel 1523: in questa fase fu forse soprintendente Baccio d'Agnolo. Tra il 1863 e il 1865, in concomitanza dell'allargamento e rettificazione delle vie Strozzi e Tornabuoni, il palazzo fu 'restaurato' da Giuseppe Poggi al quale, tra l'altro, si deve la 'panca di via' che corre lungo i tre prospetti della fabbrica. Attualmente l'edificio ospita alcune importanti istituzioni culturali, tra le quali la Fondazione Palazzo Strozzi, il Centro di Cultura Contemporanea la Strozzina (CCCS), l'Istituto nazionale di Studi sul Rinascimento, l'Istituto italiano di Scienze Umane, e il Gabinetto Scientifico Letterario G.P. Vieusseux (qui dal 1940). |
|          | 6-8     | Palazzo Tornabuoni Corsi      | Il palazzo sorse per volontà di Giovanni Battista Tornabuoni, tra il 1466 e il 1469, presumibilmente su progetto di Michelozzo, come riferito da Giorgio Vasari. Attorno al 1540 questa casa fu acquistata da Lorenzo Ridolfi che, con la supervisione del Tribolo, provvide a realizzare nel cortile una loggia al piano terreno e al primo piano, ampliando inoltre la proprietà con l'acquisto di altri immobili adiacenti. Nel 1571, quando il palazzo fu ceduto al cardinale Marco Sittico Altemps, presentava, vista l'estensione raggiunta, accessi anche da via de' Corsi e via dei Pescioni. Dopo solo tre anni la residenza passò all'arcivescovo Alessandro de' Medici, futuro cardinale e quindi papa, che probabilmente la utilizzò anche come sede di rappresentanza, visto il persistere dell'inagibilità della sede vescovile colpita da un incendio nel 1533. Per via ereditaria, nel 1607, i Corsi presero possesso del palazzo, ampliandolo ulteriormente su progetto di Gherardo Silvani, e facendo ricostruire in pietra la loggia su via de' Tornabuoni, su progetto di Lodovico Cardi detto il Cigoli (1608). Nel 1864 il Comune, nell'ambito degli interventi di rettificazione di alcune strade cittadine, intervenne sia su via de' Tornabuoni sia su via degli Strozzi, espropriando e abbattendo una parte del palazzo e facendone arretrare le facciate per una profondità di sei metri e mezzo: nel corso di tali lavori la loggia, della quale si riconobbe il rilievo artistico, venne smontata e ricostruita nella collocazione attuale, a fianco della chiesa di San Gaetano.                                                                      |

### Lapidi
Nel 2023, nell'edifcioi in angolo con via dei Vecchietti, lato nord, è stata apposta una targa che ricorda il gioielliere Carlo Barducci, qui ucciso nel 1992 durante una rapina mentre cercava di proteggere una commessa, e per questo decorato con la medaglia d'Oro al Valor Civile: 
| IL 20 DICEMBRE 1992 IL QUESTO LUOGO FU UCCISO UN UOMO BUONO CARLO BARDUCCI GIOIELLIERE MEDAGLIA D'ORO AL VALOR CIVILE "MIRABILE ESEMPIO DI GRANDE CORAGGIO E SPREZZO DEL PERICOLO" LA FAMIGLIA BARDUCCI E IL COMUNE DI FIRENZE POSERO NELL'ANNO 2023 |

## Bibliografia

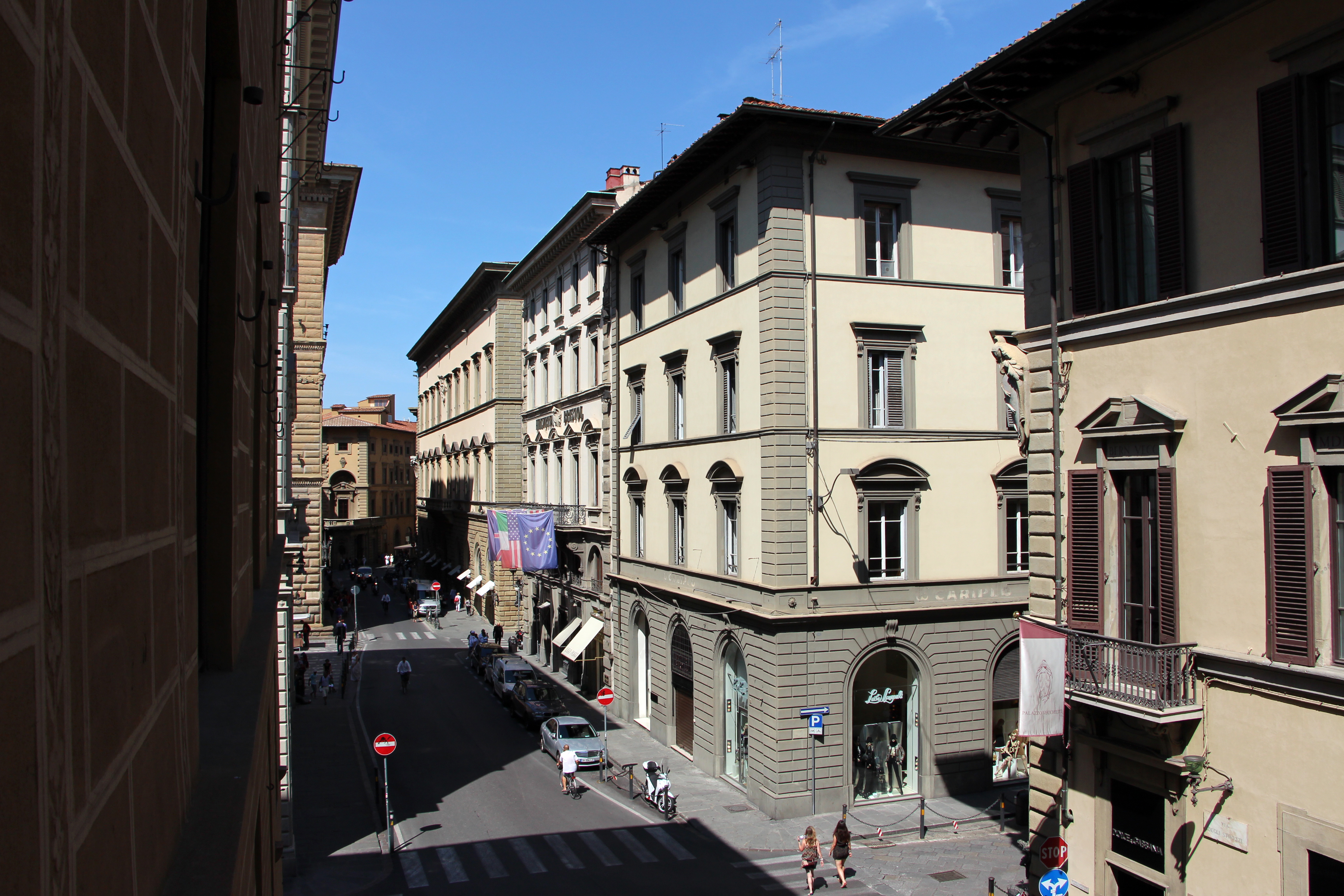
Via degli Strozzi vista da palazzo Anselmi Ristori